# Sân bay Bintulu
Sân bay Bintulu (IATA: BTU, ICAO: WBGB) là một sân bay ở thị xã Bintulu, bang Sarawak của Malaysia. Sân bay này nằm cách trung tâm thành phố 5,5 km về phía tây nam. Năm In 2007, sân bay này đã phục vụ 487.077 lượt khách với 13.146 lượt chuyến.

## Các hãng hàng không và các tuyến điểm
- AirAsia (Kuala Lumpur, Kuching)
- Malaysia Airlines (Kuala Lumpur, Kuching)
  - MASwings (Kota Kinabalu, Kuching, Miri, Sibu)